# Набатејска уметност
Набатејска уметност је уметност Набатејаца Северне Арабије. Познати су по фино израђеној осликаној керамици, која се проширила по грчко-римском свету, као и по доприносима скулптури и набатејској архитектури . Набатејска уметност је најпознатија по археолошким налазиштима у Петри, посебно споменицима као што су Ал Хазнех и Деир.

## Керамика
Набатејска грнчарија карактерише се танким зидовима и цветним мотивима. Искључива употреба цветних узорака повезује се са набатејским аниконизмом у њиховим верским праксама. Дизајни на производима су углавном осликани или утиснути у површину помоћу печатова и точкова за рулетирање. Да би завршили делове, произвођачи их полирају или користе процес синтеровања. Већина робе је ружичасте боје, баш као и литице које окружују град. То је зато што су набатејски грнчари користили локалне глинене предмете у свом раду. Набатејска роба има много облика и може се класификовати по дебљини, облику обода, дну и декору. У неким случајевима, облици посуда опонашају облик металног посуђа из региона.

## Архитектура

### Гробнице
Набатејске гробнице су првенствено „гробнице уклесане у стени“. Оне су настале директно урезивањем у пејзаж, традиционално стену. Гробнице уклесане у стени су најчешће пронађене унутар ископаних набатејских археолошких налазишта. У Петри и Хегри пронађено је скоро 900 гробница уклесаних у стене. Набатејске гробнице су фузија хеленистичког и римског стила, као и постепено стварање набатејског стила. Неки нуде карактеристике јасног грчког утицаја, као што су педименти, метопске и триглифске ентаблатуре и капители. Грађене су у част богова и вођа, као и у склопу генерација одређене породице. Гробнице се обично налазе унутар града. Ове гробнице су једноставног стила, али разрађене функционалности, често садрже степенице, платформе, рупе за ливање, цистерне, канале за воду, а понекад и банкетне сале. Многи садрже бројне верске иконе, натписе и светилишта пронађена у вези са изворима, сливним базенима и каналима.
Гробнице са зубцима су популарне у набатејској архитектури. Постоји неколико варијација кренелације, које се разликују по броју нивоа. Гробнице са зубцима су створене како би представљале утврђења, стварајући симбол градова, снаге, војне моћи. Касније, под Ахеменидским Персијанцима, контекст утврђивања је уклоњен, дајући већи простор знаку краљевства и ауторитета.

Неколико гробница има обелиске на својој спољашњости. Обелисци су уски, сужени споменици, често коришћени за представљање Нефеша, одређених вођа и богова монолитних друштава. Често се налазе у блискоисточној и египатској архитектури.
Гробнице са детаљним фасадама су такође прилично популарне у набатејској заједници. Постоји укупно осам различитих типова фасада: једноструки пилон, двоструки пилон, степенаста, протохегрска, хегрска, лучна, једноставна класична и сложена класична. Једноструки пилон, двоструки пилон, степенасти, протохегр и хегр карактеришу варијације мотива вранских степеница, комбиноване са елементима класичне архитектуре. Лук, једноставан класични и сложени класични стил имају само класичне мотиве, којима је дата набатејска интерпретација.
У Петри се налази низ гробница названих „Краљевске гробнице“. Ове гробнице су подељене у четири дела: Гробница са урнама, Свилена гробница, Коринтска гробница и Дворска гробница. Гробница са урнама је изграђена високо на планини и захтева пењање. Претпоставља се да је ово гробница набатејског краља Малха II који је умро 70. године нове ере. Поред ње је Свилена гробница, названа по богатој боји пешчара. Следећа је Коринтска гробница, са грчким коринтским стубовима. Коначно, Гробница палате са три различита спрата у фасади.

### Триклинија и друге спомен-структуре
Гозбе посвећене мртвима одржаване су у области Петре у триклинијама постављеним у вештачким пећинама, које су у посебним случајевима биле део великих, разрађених комплекса, као што је онај у Вади Фараси.

### Храмови
Међу најзначајнијим храмовима Петре су:
- Велики храм
- Каср ел-Бинт Фираун
- Храм крилатих лавова

### Стамбене структуре
Релативно мало археолошких истраживања је обављено у стамбеним деловима Петре. Рад у области Зантур у Петри показао је да је дошло до еволуције од привремених станова (шатора) до изграђених структура, при чему се седентаризација дешавала само постепено, а шатори су коегзистирали са величанственим вилама чак и у каснијим фазама еволуције. Чак се и добро истражена, каменом изграђена и богато украшена набатејска вила Зантур састојала од раскошног репрезентативног крила, са западним штуко и фреско декорацијама, и једноставног стамбеног крила. Такође су постојале пећине које су се користиле за становање.

## Скулптура
Рана набатејска скулптура имала је неколико карактеристика римске, грчке и сиријске скулптуре. Разбарушена коса, драматични изрази лица и S-кривине одражавали су хеленистички стил скулптуре. Грчка скулптура је представљена дугим, чврстим брадама, симетријом и усавршавањем људског тела.
У каснијим годинама, набатејска скулптура је постала веома стилизована. Одређени елементи, попут косе, задржани су у грчко-римском стилу, али многи други ствари су еволуирали у оно што се данас сматра набатејским. Ове карактеристике се налазе у структурама лица. Очи неколико комада су приказане карактеристично равним, цртаним, полукружним очима. Исти комади често имају троугласте носове и велике, округле браде. Поред људских облика, набатејска скулптура је дошла и у облику животиња попут птица, слонова и камила.
У набатејској скулптури се често приказују бројни различита божанства. Већина су божанства која су обожавали Набатејци. Међутим, неки су представници грчких, римских и блискоисточних веровања. Поред тога, зодијаци су периодично представљени у својим многим уметничким облицима. Душара је био главно мушко божанство Набатејаца. У грчкој култури је упоређиван са Зевсом, као и са Дионисом . Примери Душаре пронађени су на неколико места у Петри, као и у Кирбет Тануру. У почетку и традиционално, Душара је била представљена у аниконичном облику као што је квадратни блок, као што је представљено бетилима Петре, али је пронађена велика количина детаљних скулптура Душуре. Један специфичан комад приказује хеленистичко лице, показујући живахне карактеристике. Други често представљени богови укључују: Узу, Кутбеја, Нику и зодијаке.

### Бетили
Бетили су још једно средство које се користи за представљање божанстава изван традиционалне скулптуре. Појављују се у изобиљу у набатејској уметности. Често су уклесани у светилиштима на јавним и приватним местима. Неки имају постоља или су постављени у нишама. Бетили су коришћени за отелотворење њихових богова, најчешће, мада не искључиво, Душаре. Могу бити свих величина, у групама или самостално. Појављују се као рељефна скулптура и у округлом облику. Резбе су правоугаоне и нефигуралне, мада у неким случајевима имају стилизоване очи и нос, слично арамејским и јужноарапским стелама за лице.

## Сликарство
Мало је примера набатејског сликарства сачувано. Већина су фрагменти чисто декоративног унутрашњег сликарства. Међутим, било је довољно доказа да они прате савремени хеленистички стил, у коме је остало мало слика.
Године 2010, откривено је да је биклиниум, сада колоквијално познат као Осликана кућа, у Малој Петри у Јордану имао опсежне фреске на плафону, које су дуго биле скривене под чађом од бедуинских логорских ватри, и друге натписе у наредним вековима. Трогодишњи пројекат рестаурације их је поново учинио видљивим. Они приказују, са великим детаљима и различитим медијима, укључујући глазуре и златне листиће, слике попут винове лозе и путија повезаних са грчким богом Дионисом, што сугерише да је простор можда коришћен за конзумирање вина, вероватно за трговце у посети. Поред тога што су једини познати пример набатејског фигуративног сликарства ентеријера in situ, они су један од ретких сачуваних примера хеленистичког сликарства и сматрају се супериорнијим у односу на касније римске имитације стила у Херкуланеуму.